# 윌리엄 J. 다이커
윌리엄 J. 다이커(William J. Duiker, 1932년 일리노이주 시카고 출생)는 베트남 현대사와 호치민의 생애를 깊이 있게 연구해온 미국의 역사학자다. 2003년 국내에서 번역되어 출간된 호치민 평전의 저자다. 1960년대 중반 해외 파견 장교로 남베트남의 수도 사이공에 있는 미국 대사관에서 근무했던 그는 당시 남베트남의 밀림에서 싸우고 있던 베트콩 게릴라들이 미국의 동맹세력인 남베트남 정부군보다 규율이나 사기 면에서 앞서 있다는 사실에 당혹감을 느꼈고, 이 문제를 이해하려고 노력하다가, 베트콩에게 전투의 동기를 부여하고 전략을 제시하는 최고의 책임자가 베트남의 독립운동가 호치민이라는 사실을 확신하게 됐다고 한다.
호치민에 대해 존경하게 된 그는 이후 미국으로 돌아와 공부를 했고, 대략 30년 동안 베트남과 중국, 러시아, 미국에 있는 문서 보관소를 뒤지고 수많은 관련자들을 인터뷰하면서 호치민에 관한 엄청난 양의 새로운 정보를 수집했고, 궁극적으로 2000년대에 들어서 <호치민 평전: Ho Chi Minh A Life>을 집필하게 되었다. 펜실베이니아 주립대학에서 동남아시아와 베트남의 역사를 가르쳤던 그는 1997년 역사학과 교수직에서 퇴임했다. 그 외에도 <성스러운 전쟁: Nationalism and Revolution In A Divided Vietnam>등의 베트남 관련 연구서적들을 여러권 집필했다.

## 참고 자료
- 윌리엄 J. 다이커, 《호치민 평전》(정영목 역, 푸른숲, 2003)